# Chaetomium globisporum
Chaetomium globisporum är en svampart som beskrevs av Lodha 1964. Chaetomium globisporum ingår i släktet Chaetomium och familjen Chaetomiaceae.   Inga underarter finns listade i Catalogue of Life.